# Megan Walsh
Megan Walsh (ur. 9 lipca 1983) – amerykańska wioślarka.

## Osiągnięcia
- Mistrzostwa Świata – Poznań 2009 – czwórka podwójna – 2. miejsce[1].